# Mimasyngenes venezuelensis
Mimasyngenes venezuelensis là một loài bọ cánh cứng trong họ Cerambycidae.